# Saimiri sciureus
El mono ardilla común (Saimiri sciureus) es un primate neotropical perteneciente a la familia Cebidae. Al igual que todos los monos ardilla, posee cola larga, no prensil, con la porción terminal de color negro. En edad adulta, su cuerpo mide entre alrededor de 72±10 cm de la cabeza a la cola, y pesa entre 0.55 kg y 1.25 kg. Se caracteriza por una máscara facial blanca en el rostro, donde resalta el hocico negro (o castaño oscuro). Al igual que Saimiri oerstedii y Saimiri ustus (y a diferencia de las otras especies del género), su máscara facial forma un arco “gótico” encima de los ojos, formando una V blanca.

## Nombre común y etimología
Saimiri viene de la lengua Tupí, idioma en el que sai se aplica a varias especies de monos y mirim significa pequeño. Sciureus quiere decir “ardilla” en latín. 
Se le conoce principalmente como tití, mono ardilla o mono fraile. También se menciona “vizcaino”, “mico soldado”, “tití fraile”, “fraile”, “frailecito”, “macaco de cheiro”,  “saimiri”, “sai mirím” o “chichico”, aunque estos nombres son, principalmente, los usados en territorio colombiano.

## Taxonomía y filogenia
Saimiri sciureus es una de las cinco especies reconocidas hasta 2014 en el género Saimirí. Fue descrito por primera vez por Carlos Linneo en 1758. Actualmente,[¿cuándo?] se reconocen cuatro subespecies:
- Saimiri sciureus albigena
- Saimiri sciureus cassiquiarensis
- Saimiri sciureus macrodon
- Saimiri sciureus sciureus[1]

Dado el parecido entre todos los monos del género Saimiri, se consideraba la existencia de dos especies (S. oerstedii y S. sciureus), hasta que el análisis del ADN mitocondrial y nuclear permitió definir 5 especies, sin embargo, tal clasificación aún es objeto de polémicas; una taxonomía alternativa propuesta por Thorington Jr. (1985) incluiría a las subespecies albigena, macrodon y ustus dentro de Saimiri sciureus, existiendo además las subespecies S. sciureus boliviensis, S. sciureus cassiquiarensis y S. sciureus oerstedii.
Además, dos estudios filogenético realizados en el 2009 afirman que S. s. sciureus estaría más relacionado con S. oerstedti que con S. s. albigena y que con todas y cada una de las demás hasta ahora consideradas subespecies de S. sciureus, incluida S. collinsi de la isla Marajó y del sureste de la Amazonia, y proponen la separación de S. s. sciureus y una especie que pasaría a denominarse Saimiri cassiquiarensis con subespecie S. cassiquiarensis albigena. Otra opción propuesta es la separación de todas las subespecies colombianas de S. sciureus, convirtiéndolas en especies (S. albigena, S. cassiquiarensis y S. macrodon). Desde el punto de vista filogeográfico los autores concluyen que el género Saimiri no se expandió desde el noroccidente del continente, sino desde el occidente, de forma que S. sciureus y S. oerstedii se diferenciaron como resultado de la migración hacia el norte (nororiente y noroccidente respectivamente).
Un análisis filogenético publicado en 2011 confirmó que S. s. sciureus se separó más recientemente de S. oerstedti, que de las que se han creído otras subespecies de S. sciureus.
Por otra parte, un estudio morfológico y filogenético de 2014 concluyó que debe separarse como especie diferente Saimiri collinsi Osgood, 1916, antes considerada subespecie S. sciureus collinsi. La especie S. collinsi se distingue a simple vista por su corona amarilla, mientras la de S. sciureus es gris.
Adicionalmente, un estudio biogeográfico y filogenético de 2014, confirma las hipótesis de anteriores análisis de ADN, según las cuales S. boliviensis fue la primera especie en separarse del resto del género y S. sciureus sciureus constituye un clado monofilético, especie hermana de S. oerstedii. Por otra parte S. s. macrodon incluye tres clados parafiléticos, el primero hermano de S. s. cassiquiarensis; el segundo se separó tempranamente de ese conjunto y de S. s. albigena; el tercero es hermano de S. c. albigena.

## Anatomía y fisiología

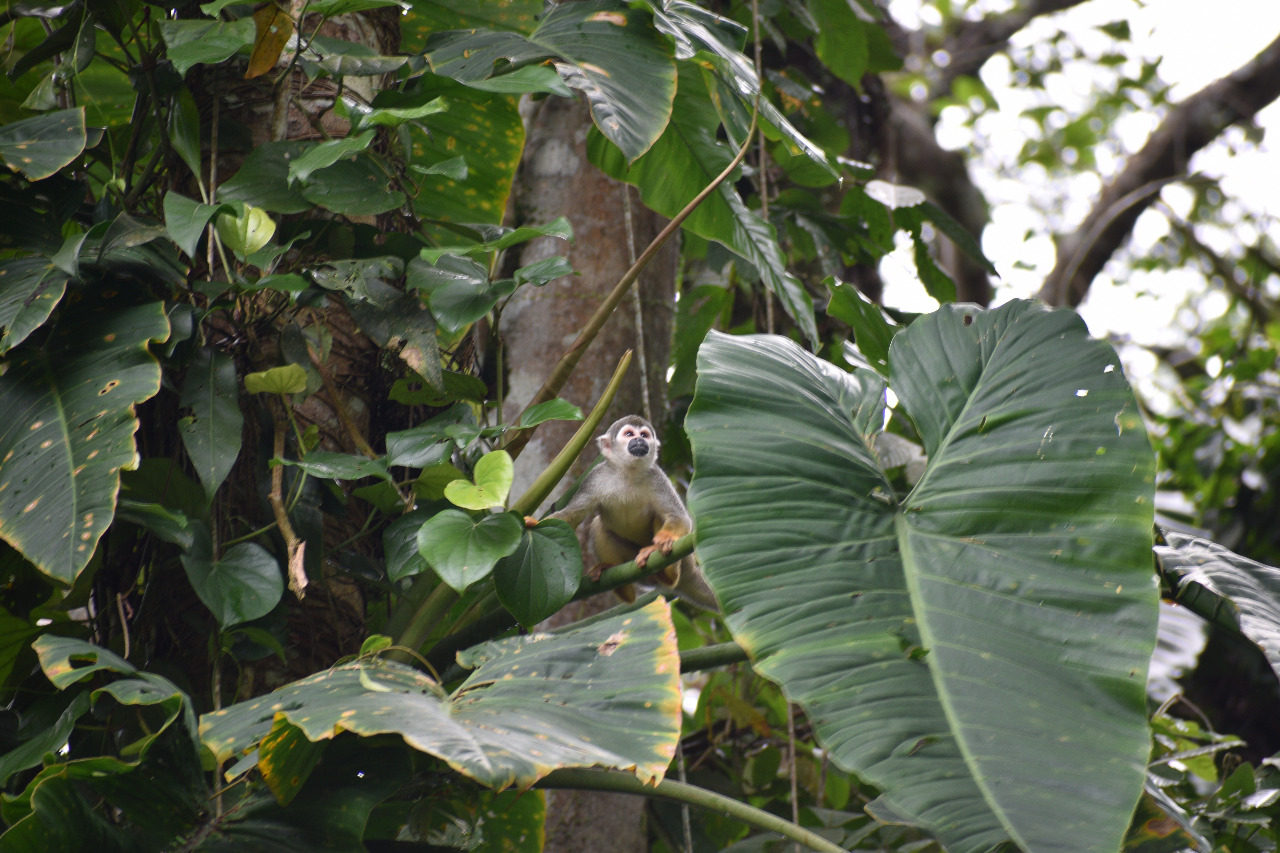
Mono Ardilla Común (Saimiri sciureus), Amazonia, Ecuador

Saimiri sciureus es muy semejante a las demás especies del género. Todos son primates arbóreos, pequeños y ágiles, con pelo corto y de apariencia esbelta. Posee un antifaz blanco en el rostro, hocico negro, corona gris y las orejas y la garganta son también de color blanco. Su cuerpo (cabeza, dorso, flancos, parte externa de los miembros y la mayoría de la cola) es color gris oliváceo con algo de amarillento. La espalda suele ser canela amarillento, y el vientre blanco o blanco amarillento, mientras que el último tercio de la cola es negro. Se puede distinguir de algunas otras especies del género (aunque no de todas) por la presencia de un arco “gótico” (que comparte con S. oersdesti y S. ustus) que se forma en el antifaz, el cual alcanza mayor altura sobre los ojos, formando una V negra en la frente (o dos Λ blancas sobre cada ojo), y que se diferencia del arco “románico” de las otras especies, S. boliviensis y S. vanzolinii, causado por un antifaz mucho más romo sobre los ojos, que forma dos semicircunferencias sobre cada uno.
Al nacer pesan entre 80 y 140 g, llegando a pesar en edad adulta entre 0.554 y 1.25 kg. Otras fuentes, menos específicas en cuanto a especie, mencionan de 0.649 a 1.25 kg y de 700 a 1100 g  para los machos y de 0.649 a 0.898 kg y de 500 a 750 g para las hembras. También al nacer, la distancia del cuerpo y la cabeza es de entre 13 y 16 cm, alcanzando entre 26.5 y 37 cm en edad adulta. La cola mide de 36 a 45,2 cm, siendo más larga que el cuerpo, a pesar de no ser prensil. Su locomoción es principalmente cuadrúpeda, prefiriendo ramas de uno o dos centímetros de diámetro.

## Distribución y hábitat
Saimiri sciureus habita en gran cantidad de entornos distintos. Se encuentra, entre otros, en bosques de galería, bosques esclerófilos con dosel bajo, bosques de ladera, palmares (principalmente asociaciones de Mautitia flexuosa), bosques lluviosos, bosques estacionalmente inundables y de tierras altas y manglares. Al ser un generalista, puede sobrevivir más fácilmente que muchas otras especies de primates en ambientes degradados.
Se puede encontrar en gran variedad de hábitats. Sobrevive incluso en los bosques remanentes en áreas donde la actividad humana ha cambiado el hábitat natural, siempre y cuando haya suficiente suministro de frutas e insectos.  Dada su capacidad de sobrevivir en ambientes alterados por el hombre, no se considera amenazada. La caza con destino al mercado de mascotas, factor principal de amenaza a la especie, es considerable. Una subespecie colombiana, S.s. albigena, se ve amenazada, además, por las altas tasas de deforestación.
Saimiri sciureus sciureus, posiblemente la subespecie con el rango de distribución más amplio, se encuentra en Guyana, en Surinam, en la Guyana Francesa y en la Amazonia brasileña, al oriente de los ríos Branco y Negro al norte del río Amazonas, hasta Amapá. No ha sido documentado a más de 100 metros sobre el nivel del mar.
Saimiri sciureus albígena, subespecie endémica colombiana, se encuentra en los bosques de galería de los Llanos Orientales colombianos y del piedemonte andino oriental, en los departamentos de Casanare, Arauca, Meta y Huila. Su rango se extiende hasta límites desconocidos hacia el norte por el río Magdalena y hacia el este en los departamentos de Arauca y Casanare. Se ha documentado desde los 150 metros sobre el nivel del mar encontrándose en Huila hasta a 1500 m s. n. m.
Saimiri sciureus cassiquiarensis se encuentra en el alto Amazonas y en las regiones del Orinoco; en Brasil, en el estado de Amazonas, al norte del río Solimões y al occidente de los ríos Demini y Negro, desde donde se extiende hacia la cuenca del Orinoco-Cassiquiare, en Venezuela. Al occidente, llega hasta el oriente colombiano, entre los ríos Apaporis e Inírida, en los departamentos de Vaupés, Guaviare y Guainía.
Saimiri sciureus macrodon se encuentra en el alto Amazonas, más al occidente que S.s.cassiquiarensis. En Brasil, en el estado de Amazonas entre los ríos Juruá y Japurá, en Colombia, al sur del río Apaporis extendiéndose hacia el oriente de Ecuador, en toda la Amazonía ecuatoriana y en el piedemonte andino, y llegando hasta los departamentos de San Martín y Loreto, en Perú, hasta la orilla norte de los ríos Marañón-Amazonas. En ecuador se ha documentado hasta en los 1200 metros sobre el nivel del mar.
Saimiri collinsi se encuentra en la cuenca sur del río Amazonas, desde el río Tapajós en Maranhão y en Marajó. Al tratarse esta como especie queda establecido que S. sciureus no se encuentra la sur del río Amazonas. Además se debe descartar las referencias sobre la presencia de S. sciureus zonas del este de Bolivia, ya que estudios genéticos han demostrado que en Bolivia solamente se encuentra Saimiri boliviensis. Saimiri ustus llega hasta la ribera brasileña de ríos limítrofes boliviano-brasileños, los que son infranqueables para la especie.

## Comportamiento
Son de hábitos diurnos (al igual que todos los miembros de la familia Cebidae a excepción de Aotus), y principalmente arbóreos, sin embargo, es común verlos descender al suelo y recorrer distancias relativamente largas. Forma grupos que, dependiendo del ambiente en que se encuentren, pueden tener desde 10 hasta unos 500 individuos, estando todos compuestos por varios machos y varias hembras, además de los jóvenes y de los infantes. No es muy territorial, evitando generalmente los conflictos cuando se encuentra con otros grupos. Utiliza frecuentemente las orillas de los bosques y fácilmente sobrevive en fragmentos aislados, producto de la deforestación. Al igual que la mayoría de los monos pequeños, es muy activo en los niveles bajo y medio del bosque.

### Dieta

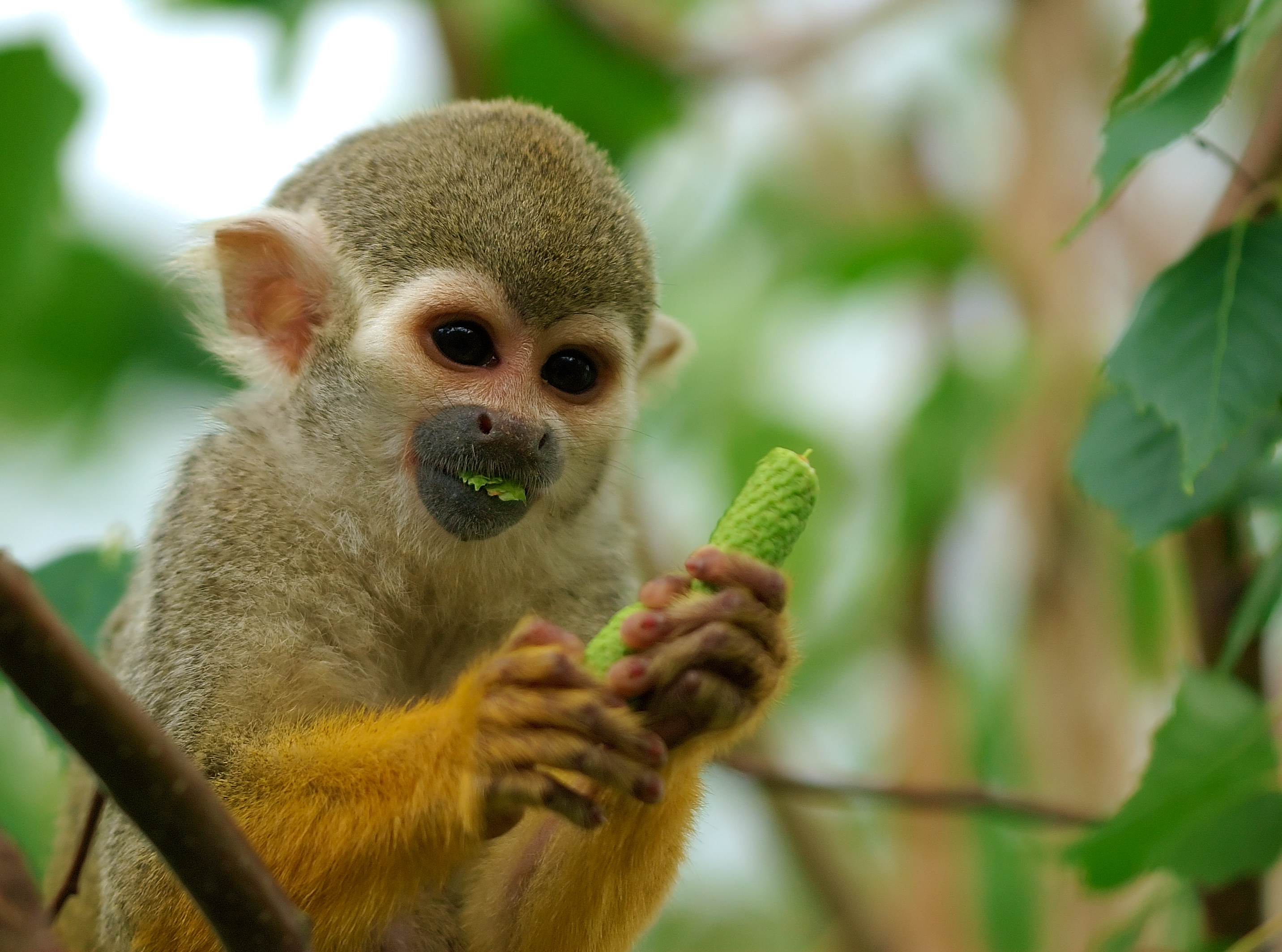
Mono ardilla común alimentándose.

Estudios realizados en Saimiri sciureus lo describen como una especie principalmente frugívora-insectívora más conocida como el mono. Se alimentan de frutas, bayas, nueces, flores, brotes, semillas, hojas, gomas, insectos, arácnidos y pequeños vertebrados, sin embargo, su tracto digestivo, más bien corto, hace que esté más adaptado a aprovechar los insectos que las plantas.
En general, Saimiri suele buscar y consumir mayormente frutas en las primeras horas de la mañana, disminuyendo su búsqueda y prefiriendo insectos conforme avanza el día.  Se espera que la dieta de Saimiri sciureus sea muy semejante a la de Saimiri boliviensis, mucho mejor documentada. En un estudio, al sur del Perú, S. boliviensis pasó un 78 % de su tiempo de alimentación consumiendo frutas de hasta 1 cm de diámetro. La altura a la cual buscaban comida varió entre los 18 y los 32 m, siendo 27 m el promedio. S. boliviensis se alimentó, en este estudio, con 92 especies de frutas, pertenecientes a 36 familias. Las más importantes fueron:
1. Moraceae (22 especies)
2. Annonaceae (8 especies)
3. Leguminosiae (7 especies)
4. Sapindaceae (5 especies)
5. Flacourtiaceae y Myrtaceae (4 especies)
6. Ebenaceae y Menispermaceae (3 especies).

La porción animal de la dieta se compuso, principalmente, de invertebrados (muchas veces larvas y pupas), aunque incluía también aves, lagartijas y ranas, y se considera a la especie como una excelente predadora de invertebrados.

### Estructura social
Los monos ardilla forman los grupos más grandes que cualquier otra especie de primate neotropical. Se han reportado grupos de 25 a 45 con grandes variaciones dependiendo del hábitat en el que se encuentren. Los grupos están conformados por varios machos y varias hembras; se ha mencionado un 65 % de infantes o subadultos, 29 % de hembras adultas y 6 % de machos adultos.
En un estudio en condiciones de cautividad en Florida se determinó la división de los grupos en subgrupos de machos y hembras, con una mayor cohesión dentro del grupo de las hembras (representada por una mayor cercanía física). También se menciona la existencia de jerarquías lineares estrictas, tanto al interior del subgrupo de los machos como del de las hembras, aunque la jerarquía era mucho más evidente entre los machos. Cabe mencionar que, en estado silvestre, las hembras son el género más filopátrico, siendo los machos los que se dispersan en búsqueda de nuevos grupos.
Aparentemente, Saimiri se caracteriza por una baja territorialidad. Se han observado varios casos; en Monte Seco (en los llanos colombianos), en Barquetá (Panamá) y en la isla de Santa Sofía (cerca a Leticia, Colombia); de solapamiento de los territorios de dos grupos sin que hubiera ningún tipo de conflicto, sencillamente, los grupos evitarían el contacto.

### Reproducción
Todos los monos Saimiri poseen un sistema polígamo de apareamiento, sin embargo, uno o dos machos copulan con mayor frecuencia que los demás miembros del grupo. En estado natural y en algunos laboratorios, Saimiri muestra una clara estacionalidad reproductiva, que parece estar más relacionada con el aumento y disminución en las precipitaciones que con la temperatura. Esta estación iría de agosto al principio de octubre, y los nacimientos serían sincronizados con el fin de disminuir las probabilidades de muerte por depredación.
La gestación dura 145 días, y los nacimientos se dan principalmente entre febrero y abril, temporada de abundancia de artrópodos. En un nacimiento documentado en el Centro de Primates de Japón (Japan Monkey Centre), el labor de parto duró aproximadamente 1 hora 29 minutos, aunque los últimos 11 minutos el bebé ya había trepado a la espalda de la madre y esta solo esperaba que saliera la placenta, la cual le sirvió de alimento.
La gestación dura unos cinco meses y medio, tras los cuales nace una única cría. Durante la época de cópulas es común la acumulación de grasa en los machos, especialmente alrededor de los hombros. Las primeras dos semanas las crías permanecen durmiendo y alimentándose principalmente y en contacto directo principalmente con su madre. A partir de 2-5 semanas después empieza a separarse de la madre y a ser cargados por otros miembros del grupo. Los jóvenes son destetados a los seis meses. Los machos alcanzan la madurez sexual a los 2.5-4 años y las hembras a los cuatro años.
La actividad reproductiva masculina sería estimulada, en parte, por señales olfatorias y de otros tipos por parte de las hembras; las hembras, por su parte, tienden a tener cierta preferencia por los machos que ganen la mayor cantidad de peso en los dos meses previos a la estación de apareamiento.

## Relación con otras especies
Saimiri sciureus es un primate de talla pequeña, que tiene muchos predadores potenciales. Emiten vocalizaciones de alarma cada vez que ven, entre otras, aves grandes, serpientes, tayras o ulamas (Eira barbara), felidos o canidos. El halcón Harpagus bidentatus suele desplazarse cerca a los grupos de este primate, alimentándose de los insectos que se asustan con las actividades de forrajeo de los monos.
Es común la relación entre Saimiri sciureus y Cebus apella, incluso se ha observado que un individuo solitario de cualquiera de las dos especies buscará y permanecerá con grupos de la otra. Las dos especies generalmente seguirán juntas después de haber coincidido en un árbol frutal, y las hembras embarazadas de Saimiri sciureus, que se mueven más lento, tienden a rezagarse junto a los más despaciosos Cebus. También se ha reportado relación entre Saimiri y Alouatta, y entre Saimiri y Cacajao calvus rubicundus, en este último caso, reportando juego y acicalamiento mutuo, aunque también conflictos.

## Conservación

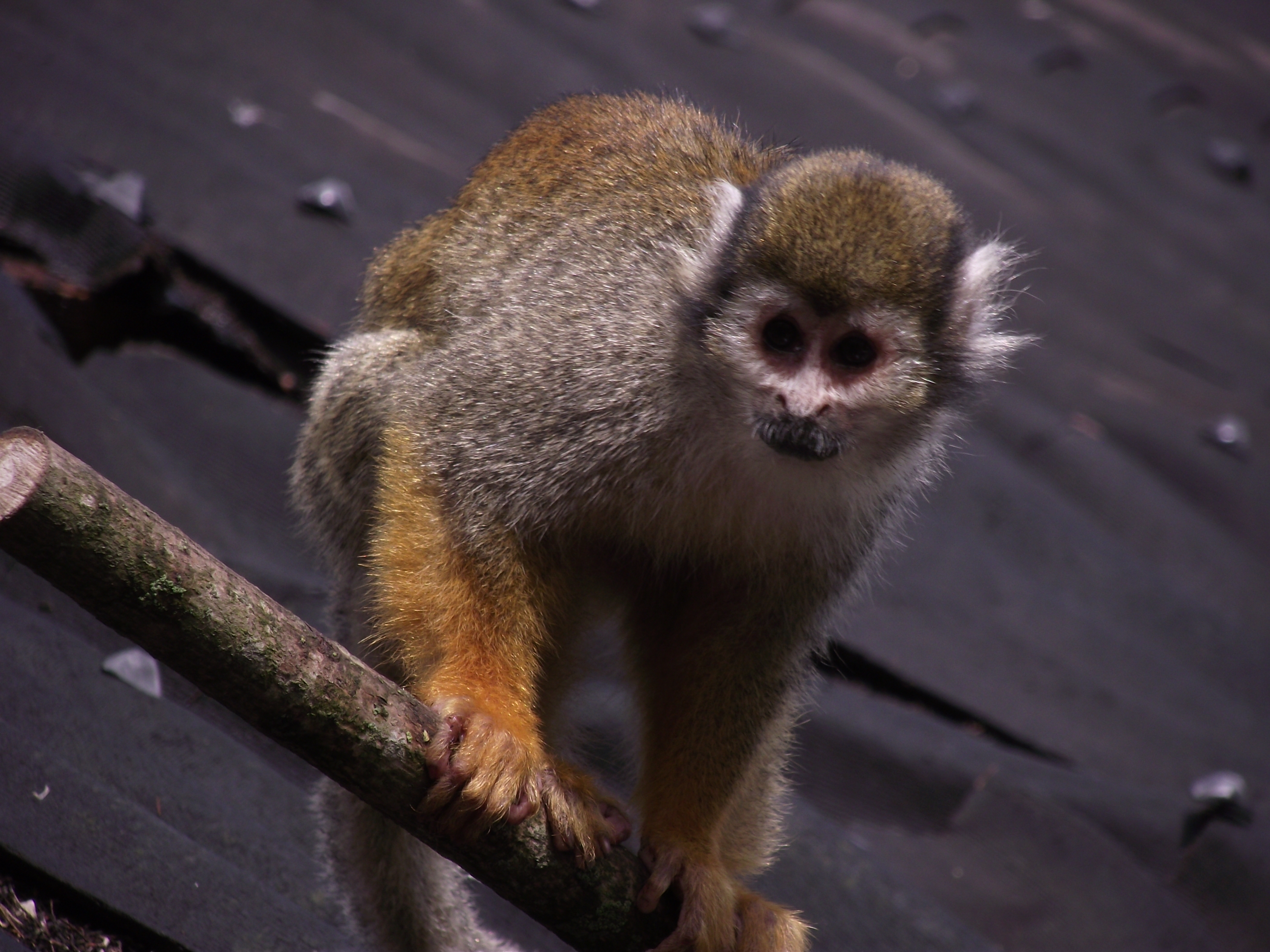
Saimiri sciureus en un zoológico belga (Pairi Daiza).

La principal amenaza a la especie es la degradación del hábitat, debido a su alto requerimiento de espacio, no se les suele cazar, aunque (principalmente en Colombia y Ecuador) se les suele atrapar para venderlos en el mercado de mascotas. S. s. albigena, en particular, se ve fuertemente amenazado por la alta tasa de deforestación en los Llanos colombianos, la cual lleva a la fragmentación, degradación y pérdida de su hábitat. Un artículo del 2009 proponía que, en adelante, la lista roja del IUCN lo considerara "amenazado".